# María Guggiari Echeverría
María Guggiari Echeverría, OCD, řeholním jménem María Felicia de Jesús Sacramentado (12. ledna 1925, Villarrica – 28. dubna 1959, Asunción) byla paraguayská římskokatolická řeholnice, členka Řádu bosých karmelitánů. Katolická církev ji uctívá jako blahoslavenou.

## Život
Narodila se dne 12. ledna 1925 v paraguayském městě Villarrica rodičům Ramónu Guggiarimu a Maríi Armindě Echeverría. Pokřtěna byla dne 28. února 1929. Dne 8. prosince 1937 přijala své první svaté přijímání.
Roku 1941 vstoupila do hnutí Katolická akce. Věnovala se péči o potřebné a působila jako katechetka dětí. Rozhodla se stát řeholnicí. V únoru roku 1950 se s rodiči přestěhovala do Asunciónu. Dne 14. srpna 1955 vstoupila do noviciátu Řádu bosých karmelitánů. V něm složila dne 15. srpna 1956 své dočasné řeholní sliby.
V lednu roku 1959 onemocněla hepatitidou a byla nucena uchýlit se do sanatoria. Její zdravotní stav se však zhoršoval. Zemřela po boku svých blízkých dne 28. dubna 1959 v Asunciónu. Její ostatky jsou uloženy v klášterním kostele bosých karmelitánů v Asunciónu.

## Úcta
Její beatifikační proces započal dne 17. července 1997, čímž obdržela titul služebnice Boží. Dne 27. března 2010 ji papež Benedikt XVI. podepsáním dekretu o jejích hrdinských ctnostech prohlásil za ctihodnou. Dne 6. března 2018 byl uznán zázrak na její přímluvu, potřebný pro její blahořečení.
Blahořečena pak byla dne 23. června 2018 na fotbalovém stadionu Estadio General Pablo Rojas v Asunciónu. Obřadu předsedal jménem papeže Františka kardinál Angelo Amato.
Její památka je připomínána 28. dubna. Bývá zobrazována v řeholním oděvu. Je patronkou paraguayské mládeže.